# Chiến dịch Mũi Tên Xuyên
Chiến dịch Mũi Tên Xuyên (tiếng Anh: Operation Pierce Arrow) là chiến dịch không kích trong Chiến tranh Việt Nam do Hải quân Mỹ thực hiện vào ngày 5 tháng 8 năm 1964 nhằm trả đũa Việt Nam Dân chủ Cộng hòa về sự kiện Vịnh Bắc Bộ xảy ra vào các ngày 2 và 4 tháng 8 năm 1964. Chiến dịch này đã mở đầu cuộc chiến tranh phá hoại 9 năm bằng không quân và hải quân quy mô lớn và tàn khốc đối với miền Bắc Việt Nam.
Các máy bay F-8 Crusader, A-1 Skyraider, và A-4 Skyhawk, từ các hàng không mẫu hạm USS Ticonderoga và USS Constellation trên Biển Đông, đã bay 64 lượt đánh phá các mục tiêu định sẵn tại các vùng phụ cận Vinh - Bến Thủy (Nghệ An), vùng phụ cận thị xã Hòn Gai (Quảng Ninh), cửa Lạch Trường (Thanh Hoá) và cửa Gianh (Quảng Bình)... Máy bay Mỹ đã phá hủy hoặc gây thiệt hại 25 tàu tuần tiễu (PT boat) của Hải quân Nhân dân Việt Nam (các quan chức Mỹ cho rằng đây là một nửa số tàu của Hải quân Nhân dân Việt Nam); phá hủy 7 hệ thống phòng không tại Vinh; và làm thiệt hại nặng một kho xăng dầu tại Vinh.
Hai máy bay Hoa Kỳ bị bắn rơi. Một phi công thiệt mạng. Máy bay do trung úy phi công Everett Alvarez lái bị rơi lúc 14h43, do đạn súng máy phòng không 14,5mm của Đại đội 141 do Trung đội phó Trương Thanh Luyện chỉ huy. Everett Alvarez, nhảy dù xuống Hòn Gai và bị bắt làm tù binh. Ông là người đầu tiên trong số khoảng 600 phi công Mỹ bị bắt trong chiến tranh Việt Nam và được trao trả sau khi hiệp định ngừng bắn được ký vào năm 1973.
Tiếp theo chiến dịch Mũi Tên Xuyên là các chiến dịch ném bom khác: Chiến dịch Flaming Dart (7 đến 11 tháng 2 năm 1965); Chiến dịch Sấm Rền (2 tháng 3 năm 1965 đến 31 tháng 10 năm 1968); Chiến dịch Linebacker (9 tháng 5 đến 22 tháng 10 năm 1972); và Chiến dịch Linebacker II (18 đến 29 tháng 12 năm 1972).
Tại Việt Nam ngày nay, ngày 5 tháng 8 năm 1964 được kỷ niệm như "ngày đánh thắng trận đầu" của Hải quân nhân dân và Bộ đội Phòng không Việt Nam, và được chọn làm ngày truyền thống của Hải quân Nhân dân Việt Nam.